# Domstad Jeugd Orkest
De Stichting Domstad Jeugd Orkest (ook bekend als: DJO) is een private organisatie in Utrecht waar momenteel drie jeugdsymfonieorkesten, een koper-orkest en een strijkorkest onder vallen, voor verschillende leeftijdsgroepen:
- het Domstad JONGSTRIJK Orkest, voor kinderen met een strijkinstrument in de leeftijd van grofweg groep 4 t/m 6 van de basisschool, onder leiding van Nanette van Amerongen;
- het Domstad JONG Orkest, voor kinderen in de leeftijd van grofweg groep 7 t/m brugklas en van beginnend speelniveau, onder leiding van Floris Dercksen;
- het Domstad JUNIOR Orkest, voor de middengroep in de leeftijd van grofweg de 2de en 3de klas middelbare school, en van gemiddeld speelniveau, onder leiding van Gerard Poot;
- het Domstad JEUGD Orkest, voor de oudsten, in de leeftijd van grofweg de 4de-6de klas middelbare school, en van het hoogste speelniveau, onder leiding van Gerrit Maas;
- het Domstad Jeugd KOPER Orkest, voor de koperblazers en slagwerkers van het Junior en het Jeugd, onder leiding van Teake Sikkema.

## Ontstaan
Het DJO werd in 1994 opgericht door onder anderen dirigent Peter Vinken. Het orkest is opgericht om in de leemte te voorzien die ontstond nadat het orkest van de Muziekschool Utrecht (tegenwoordig onderdeel van het Utrechts Centrum voor de Kunsten of UCK) ophield te bestaan: in de wijde omtrek was geen jeugdsymfonieorkest voorhanden voor deze leeftijdsgroep. Het dichtstbijzijnde jeugdsymfonieorkest in de omgeving van Utrecht was toentertijd het Amersfoorts Jeugd Orkest of AJO, óók onder leiding van Peter Vinken, maar dat richtte zich op een iets oudere leeftijdsgroep, grofweg van bovenbouw middelbare school tot de eerste studentenjaren.

## Korte geschiedenis
Het DJO begon met één orkest voor alle leeftijden, van 8 tot 18 jaar, vanaf het begin onder leiding van Peter Vinken. Het eerste concert werd datzelfde jaar al gegeven, in de Silokerk te Utrecht. Het eerste lustrum in 1999 werd gevierd met een eerste tournee naar Tsjechië en Duitsland, met concerten in Teplice en Dresden, samen met de lokale conservatoriumorkesten.
In 1998 was het orkest al zo groot geworden, dat de groep kon worden gesplitst in twee groepen. Een oudere groep ging door als Domstad JEUGD Orkest onder leiding van Peter Vinken, een jongere groep startte als Domstad JUNIOR Orkest, eerst onder leiding van Wim Bredenhorst, later onder leiding van Gerard Poot.
Naarmate het Junior Orkest zich in de loop der tijd ontwikkelde tot min-of-meer zelfstandig opererend orkest, ontstond vanzelf de behoefte aan een samenspelgroep voor de jongste kinderen, om ze daar de eerste beginselen van het orkestspel bij te brengen. Zo werd in 2001 begonnen met het Domstad JONG Orkest, toen nog met alleen strijkers, onder leiding van Corinne Veraart, inmiddels compleet met (ook transponerende) blazers, en sinds 2002 onder leiding van Floris Dercksen.
Inmiddels was het DJO begonnen met concerten te geven in de grote zaal van Muziekcentrum Vredenburg in Utrecht. Het tweede lustrum in 2004 werd gevierd met onder andere een concertreis naar Italië, waar werd deelgenomen aan het Jeugdorkestestival van de Accademia San Felice met concerten in Perugia, Arezzo en Firenze, en met een uitvoering in de grote zaal van Muziekcentrum Vredenburg van onder andere de Carmina Burana van Carl Orff, in samenwerking met het Kathedrale Koor Utrecht en het kinderkoor van de Kathedrale Koorschool Utrecht.
In januari 2006 nam Jussi Jaatinen het stokje van Peter Vinken over als dirigent van het Domstad JEUGD Orkest.
Inmiddels is Gerrit Maas dirigent van dit orkest.
In 2009 werd het 3e lustrum muzikaal gevierd met enkele optredens. In dat jaar heeft ook Janine Jansen zich als beschermvrouwe aan het DJO verbonden.